# Antonio De Luca (fumettista)
Antonio De Luca (Torino, 20 dicembre 1944) è un fumettista italiano.

## Biografia
Fumettista e illustratore dal 1973, abbandona gli studi di architettura per dedicarsi alla sua passione. Come autore di fumetti collabora con molti editori italiani, come Felmang, Edoardo Morricone e Alessandro Chiarolla, con i quali realizza  sia fumetti per adulti sia per bambini. Negli anni settanta collabora anche con le Edizioni Poker, per le quali realizza illustrazioni e fumetti per il mensile Flash, e per la Nuovo Report,  con cui collabora con il settimanale Cronaca nera; alla fine del decennio disegna storie a fumetti per Diabolik della Astorina e per Super Eroica della Editoriale Dardo. Nonostante tutto, continua sempre a collaborare con note case editrici di fumetti per adulti come la Ediperiodici, per la quale realizza storie della serie Terror Blu, e la Edifumetto, per la quale realizza delle storie per le serie Il Vampiro presenta, Lo Scheletro, Fantaorror, I Sanguinari etc.
Negli anni ottanta si dedica a fumetti per ragazzi collaborando con lo studio Leonetti; realizza anche storie per la Play Press, come le serie Pretty Balloons e Fluttis, e collabora, anche nei decenni successivi, con altre pubblicazioni a fumetti o di giochi di enigmistica come le diverse testate della Corrado Tedeschi e della Play Press.